# Riederstein
Der Riederstein ist ein 1207 m hoher Berg in den Bayerischen Voralpen knapp zwei Kilometer östlich und 481 Höhenmeter über dem Tegernsee. Der Berg liegt in der Gemarkung des Stadtgebiets von Tegernsee.
Trotz der im Vergleich zu umliegenden Bergen geringen Höhe ist der Riederstein aufgrund seiner Gestalt als weithin sichtbarer Felsdorn und der darauf befindlichen Riedersteinkapelle ein häufig besuchtes Ziel.
Am einfachsten ist der Riederstein vom Tegernsee über Forstwege bis Galaun und danach in einem Kreuzweg zu erreichen. Es bestehen Übergangsmöglichkeiten zur Baumgartenschneid.